# 15019 Gingold
A 15019 Gingold (ideiglenes jelöléssel 1998 SW75) a Naprendszer kisbolygóövében található aszteroida. A LINEAR projekt keretében fedezték fel 1998. szeptember 29-én.